# Chlaenius platyderus
Chlaenius platyderus är en skalbaggsart som beskrevs av Maximilien de Chaudoir. Chlaenius platyderus ingår i släktet Chlaenius och familjen jordlöpare. Inga underarter finns listade i Catalogue of Life.